# موسم أعاصير المحيط الأطلسي 2021
موسم الأعاصير الأطلسية لعام 2021 هو موسم أعاصير مستمر في المحيط الأطلسي ، وهو جزء من موسم الأعاصير الاستوائية السنوية في نصف الكرة الشمالي . بدأت في 1 يونيو 2021 ، وستنتهي في 30 نونبر 2021 (تنبؤات) . هذه التواريخ ، المعتمدة بموجب الاتفاقية ، تصف تاريخيًا الفترة في كل عام عندما تتشكل معظم الأعاصير الاستوائية في المحيط الأطلسي.  ومع ذلك ، فإن التكوّن الحلقي شبه الاستوائي أو المداري ممكن في أي وقت من السنة ، كما كان الحال هذا الموسم ، عندما تشكلت العاصفة الاستوائية آنا في 22 مايو ، مما يجعل عام 2021 العام السابع على التوالي الذي تشكلت فيه العاصفة قبل بداية الموسم المحددة.  كان الموسم هو الأكثر نشاطًا في شهر يونيو على الإطلاق ، حيث ربط 1886 و 1909 و 1936 و 1968 بتشكيل ثلاث عواصف مسماة.  ثم في اليوم الأول من يوليو ، تشكل إعصار إلسا ، متجاوزًا العاصفة الاستوائية إدوارد لعام 2020 كأول عاصفة مسماة خامسة تشكل مسجلةً بخمسة أيام.  بعد فترة من الخمول ، تشكلت سبعة أعاصير في أغسطس ، بما في ذلك أول الأعاصير الكبيرة في الموسم: غريس،
والتي اشتدت إلى إعصار من الفئة 3 قبل أن تصل إلى اليابسة في ولاية فيراكروز المكسيكية ، إيدا ، وهو إعصار قاتل ومدمر وصل إلى اليابسة في ولاية لويزيانا الأمريكية في الفئة 4.
ابتداءً من هذا الموسم ، بدأ المركز الوطني للأعاصير (NHC) في إصدار توقعات الطقس المداري المنتظم في 15 مايو ، أي قبل أسبوعين مما كان يفعل في الماضي. تم تنفيذ هذا التغيير نظرًا لأن الأنظمة المسماة قد تشكلت في المحيط الأطلسي قبل بداية الموسم في كل من الدورات الست السابقة. 

## التنبؤات الموسمية
قبل وأثناء كل موسم من مواسم الأعاصير ، تصدر خدمات الأرصاد الجوية الوطنية والوكالات العلمية وخبراء الأعاصير المشهورون العديد من التنبؤات لنشاط الأعاصير. وتشمل هذه الوكالات من الولايات المتحدة الأمريكية كل من : الإدارة الوطنية للمحيطات والغلاف الجوي (NOAA) مركز التنبؤات المناخية ، مخاطر عاصفة استوائية (TSR)، و من المملكة المتحدة: مكتب الأرصاد الجوية ، و أيضا باحثين : فيليب J. Klotzbach، ويليام غراي م وشركائهم في ولاية كولورادو جامعة (CSU).
تتضمن التوقعات تغييرات أسبوعية وشهرية في العوامل المهمة التي تساعد في تحديد عدد العواصف الاستوائية والأعاصير والأعاصير الكبرى خلال عام معين. وفقًا لـ NOAA و CSU ، متوسط موسم الأعاصير في المحيط الأطلسي بين عامي 1991 و 2020 يحتوي على ما يقرب من 14 عاصفة استوائية، وسبعة أعاصير ، وثلاثة أعاصير كبرى، ومؤشر طاقة الأعاصير المتراكمة (ACE) من 72-111 وحدة.  بشكل عام ، يعد ACE مقياسًا لقوة عاصفة مدارية أو شبه استوائية مضروبة في طول الوقت الذي كانت موجودة فيه. يتم حسابه فقط من أجل التحذيرات الكاملة حول أنظمة استوائية وشبه استوائية محددة تصل أو تتجاوز سرعات رياح تبلغ 39 ميل/س (63 كم/س) .  عادةً ما تصنف NOAA الموسم على أنه فوق المتوسط أو المتوسط أو أقل من المتوسط بناءً على مؤشر ACE التراكمي ، ولكن في بعض الأحيان يُنظر أيضًا في عدد العواصف الاستوائية والأعاصير والأعاصير الرئيسية خلال موسم الأعاصير. 

## الأنظمة

### العاصفة الاستوائية آنا
في 20 مايو في تمام الساعة 00:00 بالتوقيت العالمي المنسق ، تشكلمنخفض جوي خارج مداري في منتصف المحيط الأطلسي حوالي 500 ميل بحري (926Km ) شرق وجنوب شرق برمودا. بدأ النظام يتحرك ببطء في الاتجاه الشمالي الشرقي ، حيث بدأ النصف الشمالي من النظام في إنتاج رياح شديدة القوة، بحلول اليوم التالي ، امتد مجال الرياح بشكل كبير ووصل إلى حوالي 300 ميل بحري ( 611Km ) إلى الشمال الشرقي. ثم تسارع النظام في اتجاه الغرب والشمال الغربي في وقت لاحق من ذلك اليوم. عندما بدأ المنخفض في التخلص من الخصائص الأمامية ، اكتسب المزيد من التنظيم وبحلول الساعة 06:00 بالتوقيت العالمي في ذلك اليوم 22 مايو، أصبح النظام إعصارًا شبه استوائي وحصل على اسم «آنا».
صنعت آنا حلقة في عكس اتجاه عقارب الساعة ، ويرجع ذلك جزئيًا إلى أن التأثير الوحيد كان تيارات توجيه ضعيفة. تم إزاحة الحمل الحراري في العاصفة في ذلك اليوم ، ومع ذلك ، في وقت لاحق من نفس اليوم ، تمكنت العاصفة من الحصول على حمل حراري أكثر ثباتًا بالقرب من المركز. بحلول منتصف ليل 23 مايو ، طورت آنا مجال رياح أكثر تناسقًا وانتقلت إلى عاصفة استوائية. ثم بدأت آنا بالتسارع إلى الشمال الشرقي بسبب التدفق الجنوبي الغربي. هذا ، وتسبب ارتفاع في الحمل الحراري في وصول آنا إلى ذروة شدتها مع رياح تبلغ 45 ميل في الساعة (72 كم/س) وضغط 1,004 ميليبار (29.6 inHg) . عندما تحركت آنا باتجاه الشمال الشرقي.
و بحلول الساعة 18:00 بالتوقيت العالمي من 23 مايو ، فقد النظام كل الحمل الحراري وأصبح ما بعد المداري. ومع ذلك ، لا يزال المنخفض متسارعًا نحو الشمال الشرقي لترم اعبر لماياهالبارد ة وفي هواء أكثر جفافاً.
في الساعة 00:00 بالتوقيت العالمي من 24 مايو. توقفت NHC عن الإبلاغ عن النظام.

رغم إطلاق التحذيرات في 20 من مايو من قبل خدمة الطقس في برمودا لجزيرة برمودا، إلا أن العاصفة آنا لم تقترب من اليابسة و بالتالي لم تحدث أضرارا.